# Skårup Sogn
Skårup Sogn er et sogn i Svendborg Provsti (Fyens Stift).
I 1800-tallet var Skårup Sogn et selvstændigt pastorat. Det hørte til Sunds Herred i Svendborg Amt. Skårup sognekommune blev 
ved kommunalreformen i 1970 indlemmet i Svendborg Kommune.
I Skårup Sogn ligger Skårup Kirke.
I sognet findes følgende autoriserede stednavne:
- Aspesdam (bebyggelse)
- Brohave (bebyggelse)
- Ellekær (bebyggelse)
- Helleskov (bebyggelse)
- Holmdrup (bebyggelse, ejerlav)
- Holmdrup Stævning (bebyggelse)
- Klingstrup (ejerlav, landbrugsejendom)
- Klingstrup Huse (bebyggelse)
- Klingstrup Skov (areal)
- Nøjsomhed (bebyggelse)
- Nørremark (bebyggelse)
- Rubjergskov (bebyggelse)
- Skårup (bebyggelse, ejerlav)
- Skårup Mark (bebyggelse)
- Skårupøre (bebyggelse, ejerlav)
- Storehave (areal)
- Ulkensdal (bebyggelse)
- Vængemose (bebyggelse)
- Øster Åby (bebyggelse, ejerlav)
- Åbyskov (bebyggelse)